# Bursa Uludağ Üniversitesi
Bursa Uludağ Üniversitesi (deutsch Bursa Uludağ Universität) ist eine staatliche Universität in der türkischen Stadt Bursa.

## Geschichte
Die Bursa Uludağ Üniversitesi wurde erstmals 1970 abhängig von der Universität Istanbul als medizinische Fakultät Bursa gegründet. Nach der Errichtung einer medizinischen Einrichtung in Bursa wurde der Lehrbetrieb 1974 in Bursa fortgesetzt. Nach einer Beschlussnahme des türkischen Parlamentes wurde die Universität 1975 offiziell als Bursa Üniversitesi gegründet und erhielt 1982 ihren heutigen Namen.

## Fakultäten
- Medizinische Fakultät
- Fakultät für Wirtschafts- und Verwaltungswissenschaften
- Fakultät für Maschinenbau
- Fakultät für Veterinärmedizin
- Fakultät für Bildungswissenschaften
- Theologische Fakultät
- Fakultät für Künste und Wissenschaften
- Fakultät für Landwirtschaft
- Fakultät für Rechtswissenschaft
- Inegöl Fakultät für Betriebswirtschaftslehre
- Fakultät für Sportwissenschaften
- Fakultät für Architektur
- Fakultät für Gesundheitswissenschaften
- Fakultät für Zahnmedizin